# Thaddäus Robl

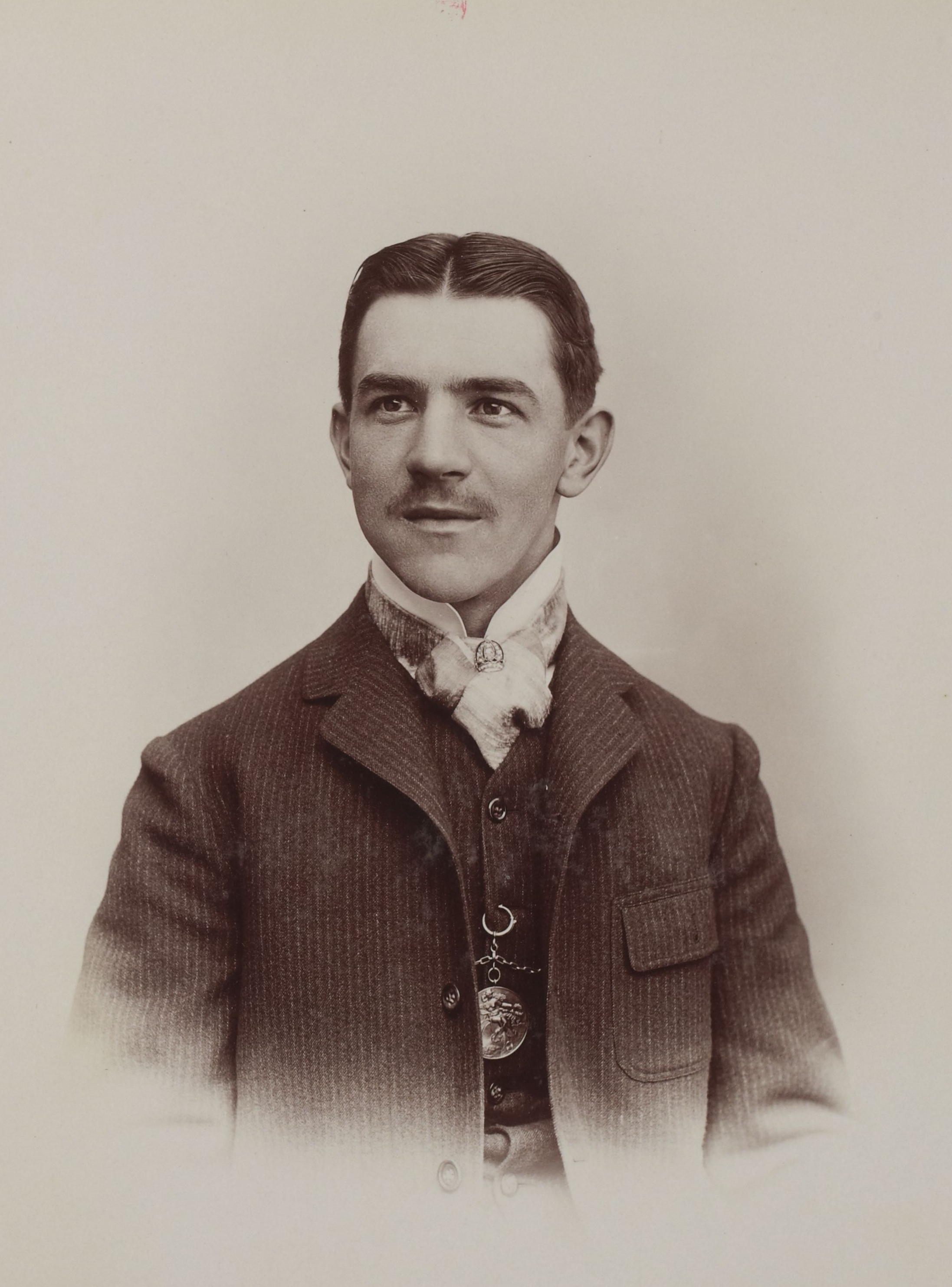
Thaddäus Robl (1902)

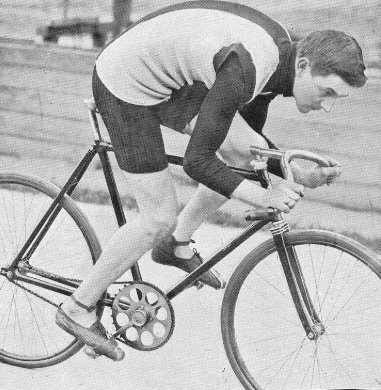
Thaddäus Robl als Radrennfahrer (1902)

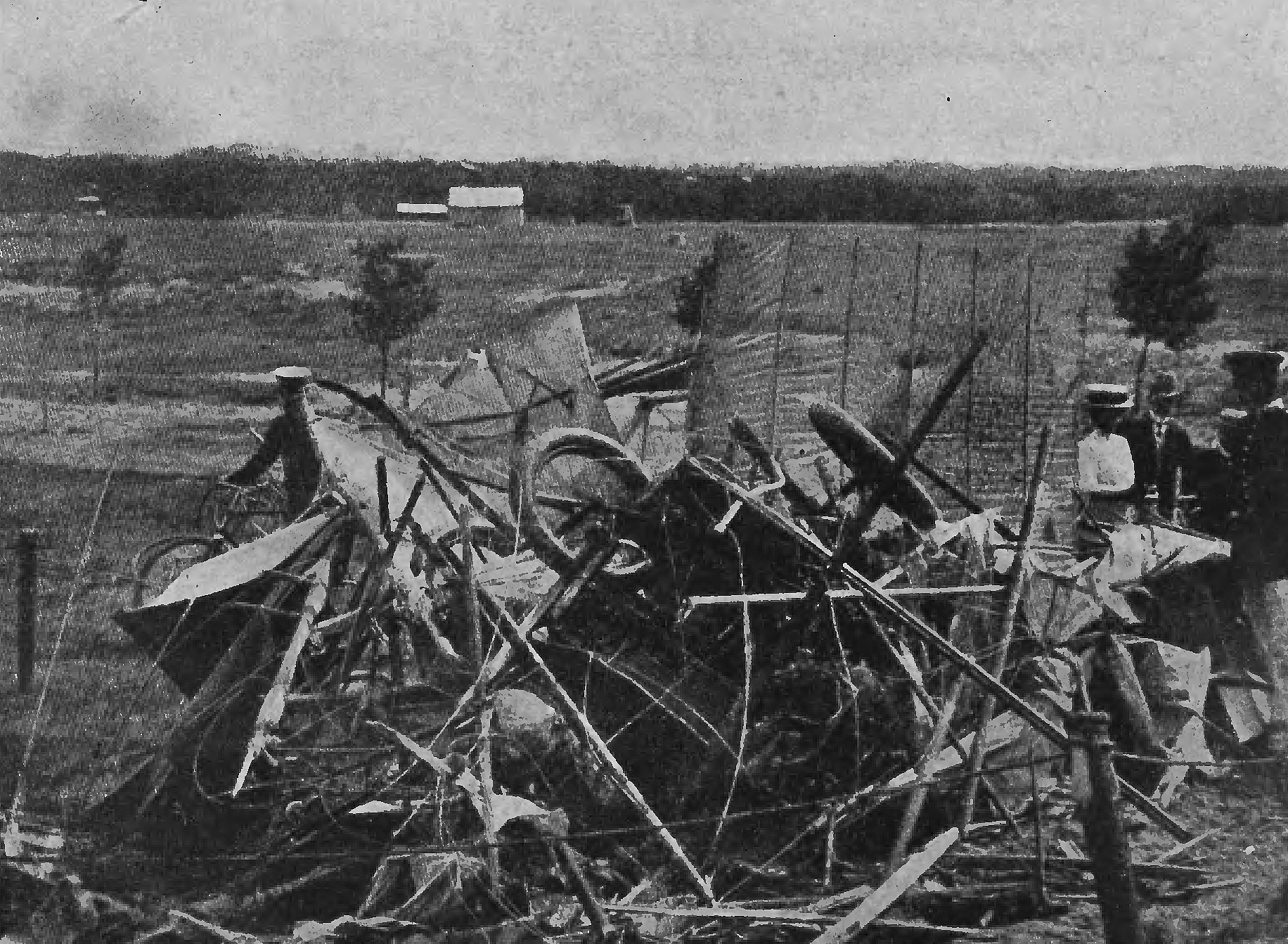
Die zerschmetterte Flugmaschine von Thaddäus Robl (1910)

Thaddäus (Thaddy) Robl (* 22. Oktober 1877 in Kleinaschau bei Garmisch; † 18. Juni 1910 in Stettin) war ein deutscher Radrennfahrer, Automobilsportler und Motorflieger.

## Biografie
Thaddäus Robl war einer der größten Sportstars Deutschlands nach der Jahrhundertwende und machte den Radsport zum Zuschauermagneten, er wurde zweimal Weltmeister, mehrfach Europameister und errang zahlreiche weitere Titel. Zwischen 1905 und 1909 gehörte er zu den Großverdienern auf deutschen Radrennbahnen.
Der Sohn von Gottfried und Therese Robl erkrankte als Dreijähriger an Typhus und war bis zu seinem neunten Lebensjahr teilweise gelähmt, trotzdem übte Thaddy schon während der Schulzeit beharrlich das Fahrradfahren auf dem Hochrad seines Vaters; auf Anraten eines Arztes bekam er später ein eigenes Fahrrad. 1891 schloss Robl die Schule ab und begann eine Lehre als Steinsetzer. Angeregt durch Berichte in Sportzeitungen und Besuche bei Radrennen trat er 1894 dem Münchner Radlerclub Isarau 1894 bei, begann als Amateur erste Straßenrennen zu bestreiten und nahm an Fernfahrten über 500 Kilometer teil.
1896 wurde Robl Berufsfahrer und fuhr vor allem Bahn- und Tandemrennen mit Gustav Freudenberg. Beim Straßenrennen Paris–Bordeaux 1898 belegte er den dritten Platz, verlegte sich aber anschließend auf Bahnradsport und fuhr hauptsächlich Steherrennen. 1900 war er mit 864 Kilometern und 775 Metern beim 24-Stunden-Rennen Bol d’Or in Paris Zweiter hinter Mathieu Cordang. Unter seinen zahlreichen Siegen in Steherrennen waren allein fünf Erfolge beim Goldenen Rad von Berlin und der Sieg im Großen Preis von Hamburg 1902. Er startete zu dieser Zeit hinter den Schrittmachern Bretschneider und Steger. Seine Heimrennen fanden ab 1906 auf einem neu errichteten Rad- und Motorradstadion im Münchner Stadtteil Milbertshofen statt.
Neben der Rennbahn entwickelte Robl einige Verbesserungen an seinen Rennrädern, den Maschinen seiner Schrittmacher und an deren Ausrüstung.
Im Laufe seiner Karriere erlitt Robl neun Schlüsselbeinbrüche, zwei Armbrüche, einen Beinbruch und einmal sogar einen Schädelbruch, was ihn nicht hinderte, weiter Rennen zu bestreiten. Seine angeschlagene Gesundheit konnte seinen Ehrgeiz nicht bremsen, daher erwarb er schon 1907 einen Rennwagen der Firma Gaggenau und fuhr erste Autorennen.
Im Frühjahr 1910 stieg Robl auf das Flugzeug um. Er ging nach Johannisthal und machte erste Flugversuche auf einem Eindecker von Schultze-Herfort, dann nahm er Flugunterricht auf einem Aviatik-Doppeldecker bei Emile Jeannin, kaufte sich eine Wright Maschine auf Raten und gab bei der Maschinenbauanstalt Fritz Mordhorst in Kiel ein Flugzeug in Auftrag. Nach dem Erwerb einer Fluglizenz plante er, an nationalen und internationalen Flugwettbewerben teilzunehmen, sein nächstes großes Ziel war Kairo und der Flugwettbewerb von Heliopolis.
Am 18. Juni 1910 fand in Stettin ein Flugtag statt. Nachdem Robl trotz aufkommender starker Winde zu einer Vorführung gestartet war, wurde er aus 20 Metern Höhe aus der zerberstenden Maschine herausgeschleudert und von deren Motor erschlagen. Er war das erste Todesopfer der Zivilfliegerei auf deutschem Boden. Robls Leichnam wurde in Stettin eingesegnet und nach München überführt, seine Grabstätte befindet sich auf dem Alten Südfriedhof.

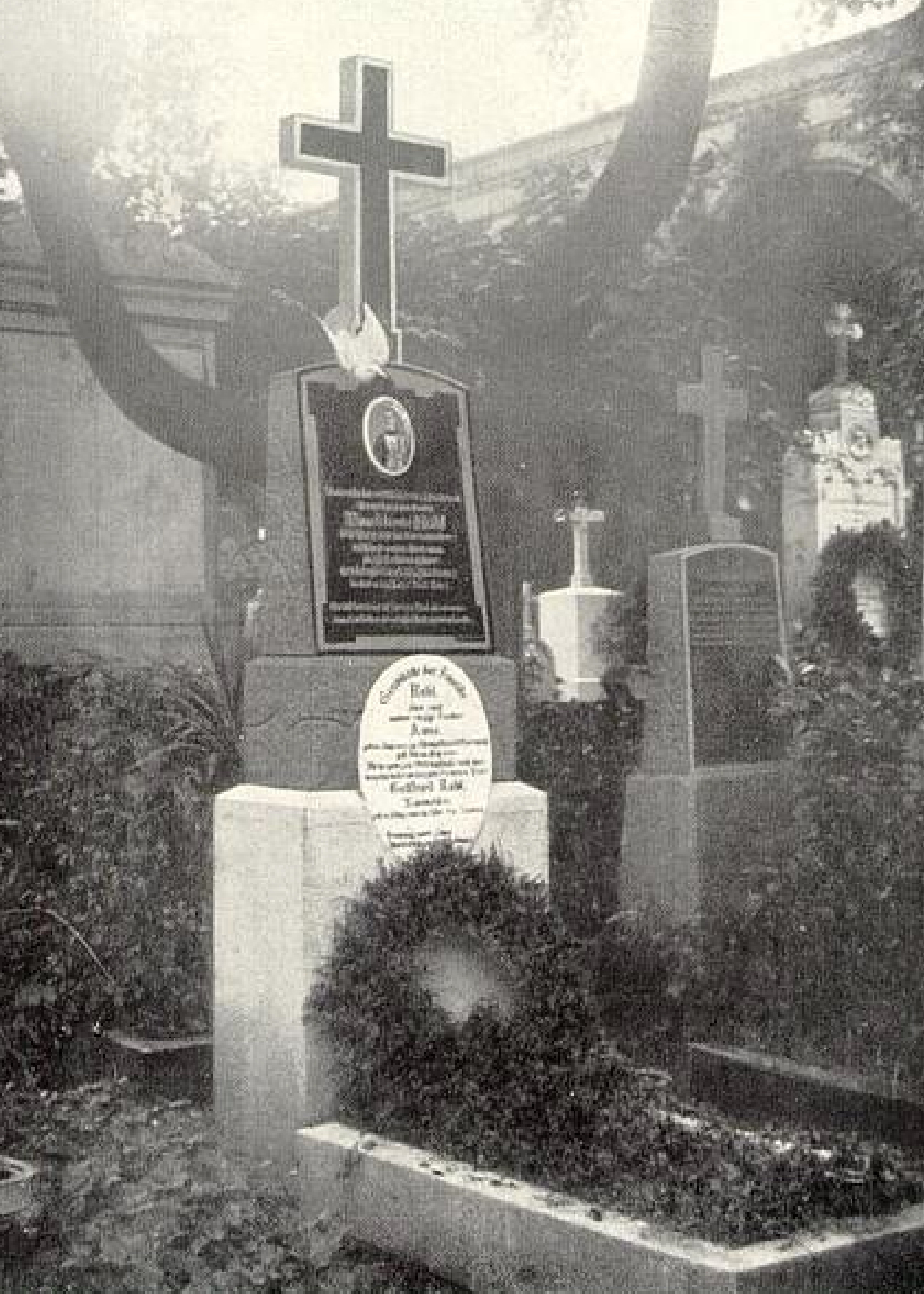
Das Grab von Thaddäus Robl (1910)

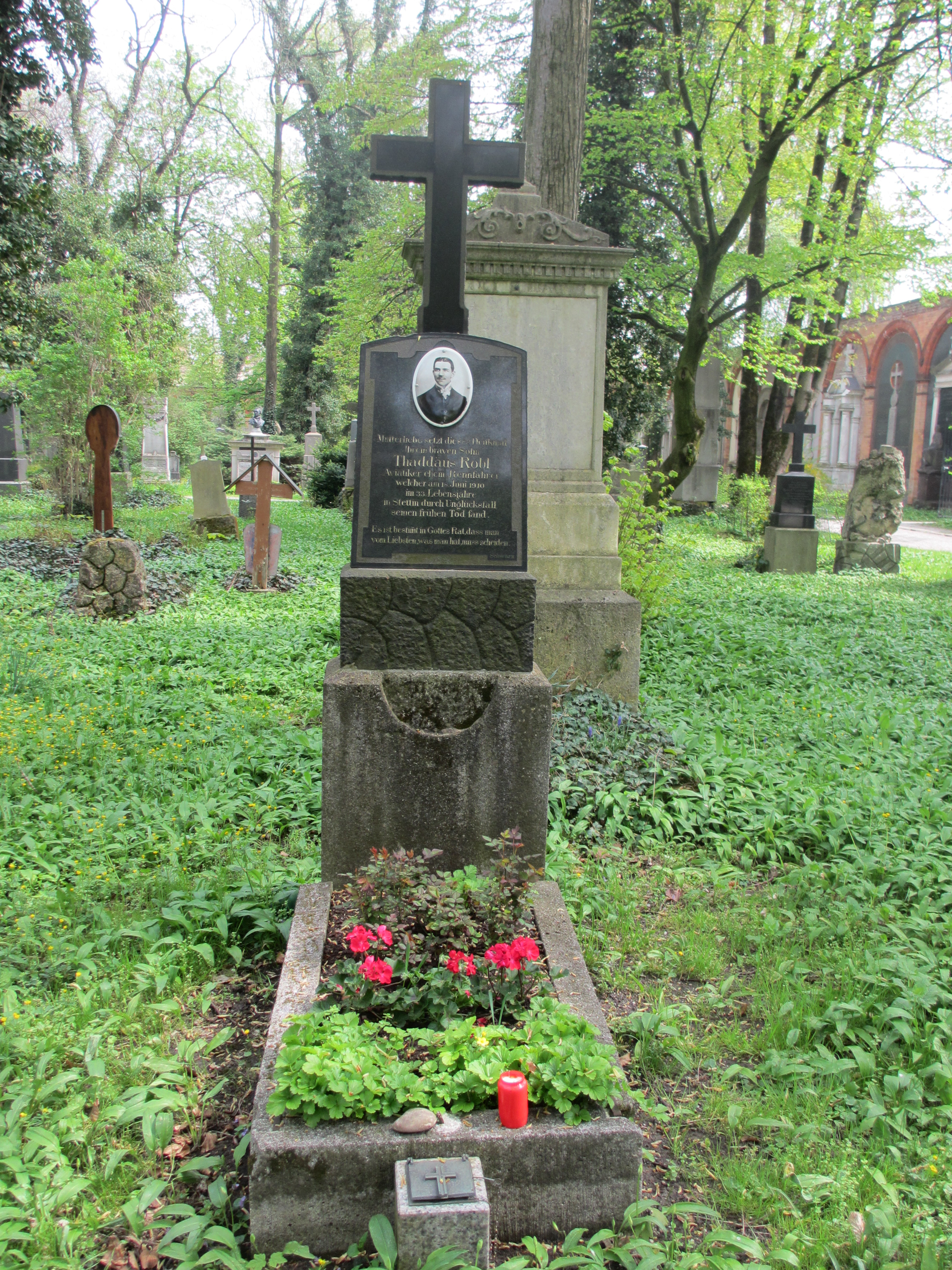
Die Grabstätte auf dem Alten Südfriedhof in München (2013)

Für seine Beisetzung spendete eine unbekannte Frau anonym 3000 Mark. Zeitgenössische Quellen sprachen von seiner letzten Geliebten.

## Ehrungen
Robl war Ehrenmitglied des Vereins Rad-Renn-Club 1902 München. 1947 wurde in München im Stadtteil Lerchenau-Ost die bisherige Lilienstraße in Thaddäus-Robl-Straße umbenannt.

## Trivia
Robl war ein Bewunderer des ebenfalls aus München stammenden Radrennfahrers Josef Fischer, zugleich litt er darunter, dass dieser ihm in der Gunst des heimischen Publikums und der Presse vorgezogen wurde. Lange war es sein Ziel, Fischer in einem Rennen zu schlagen, was ihm nach mehreren Anläufen auch gelang.
Für sich und seine Mutter kaufte Robl 1906 ein Haus in München-Feldmoching, das noch heute existiert (Villa Thaddy, damals Moosstrasse 134, heute Schwarzhölzlstr. 48). Sein Leben lang war der Umgang mit Geld für ihn problematisch, gewann er an einem Wochenende einige tausend Reichsmark, so konnte er bereits nach wenigen Tagen wieder völlig mittellos sein. Da Robl nur Schulden hinterließ, sammelten Freunde und Anhänger für die Mutter des unverheirateten Stars mehrere tausend Mark.
Der Radsportautor Walter Lemke trug eine Sammlung von Exponaten über Robl zusammen, die er mehrfach in Bayern in verschiedenen Ausstellungen präsentierte.

## Galerie

Ein handschriftlicher Gruß von Robl
Einsegnung der Leiche in Stettin
Überführung nach München
Das Robl Memorial in München, seine Mutter in der Mitte

## Werke
- Thaddäus Robl (unter Mitwirkung von Fredy Budzinski): Der Radrennsport, Verlag Grethlein, Leipzig 1905.